# Château japonais de Suncheon
Le château japonais de Suncheon, aussi appelé Suncheon Waeseong (Hangul: 순천왜성, japonais: 順天倭城, anglais: Suncheon Castle), Yegyo (예교, 曳橋), Waegyo (왜교, 倭橋), en coréen, Junten-jō (順天城) en japonais, est le seul château japonais restant en Jeolla du Sud, et le champ de bataille de Yi Sun-sin qui a attiré Konishi Yukinaga de cet endroit à Noryang où s'est déroulée la bataille de No Ryang.

## Caractéristiques
- Yagura (tour de garde) : au moins 3.
- Fossés, portes et autres structures.
- Date de construction : 2 décembre 1597 (documenté).
- Constructeurs : Ukita Hideie, Tōdō Takatora.
- Statut : 171e monument de Jeolla du Sud.
- Superficie : 188,428 ㎡.
- Emplacement : Sinseong-ri, Haeryong-myeon, Suncheon, Jeollanam-do.

## Histoire
Le château est bâti par les généraux japonais Ukita Hideie et Tōdō Takatora comme un avant-poste au cours de la deuxième invasion japonaise en 1597. Le château est construit en utilisant de la boue et des pierres sur une superficie de 120 600 ㎡ pour la partie extérieure (Hangul : 외성) 2 502 m pour la partie intérieure (Hangul : 내성) 1342m. Le site se compose de 3 châteaux extérieurs en boue (Hangul: 외곽성 ou 토성(土城)), 3 principaux châteaux de pierre (Hangul: 본성, 석성) et 12 portes de château. Il est le seul château conservé parmi les 26 châteaux japonais dans la région sud.
Le général japonais Konishi Yukinaga reste à l'intérieur du château avec 14 000 soldats pour résister à deux occasions aux forces alliées de la dynastie Joseon et de la Chine des Ming.

## gallery

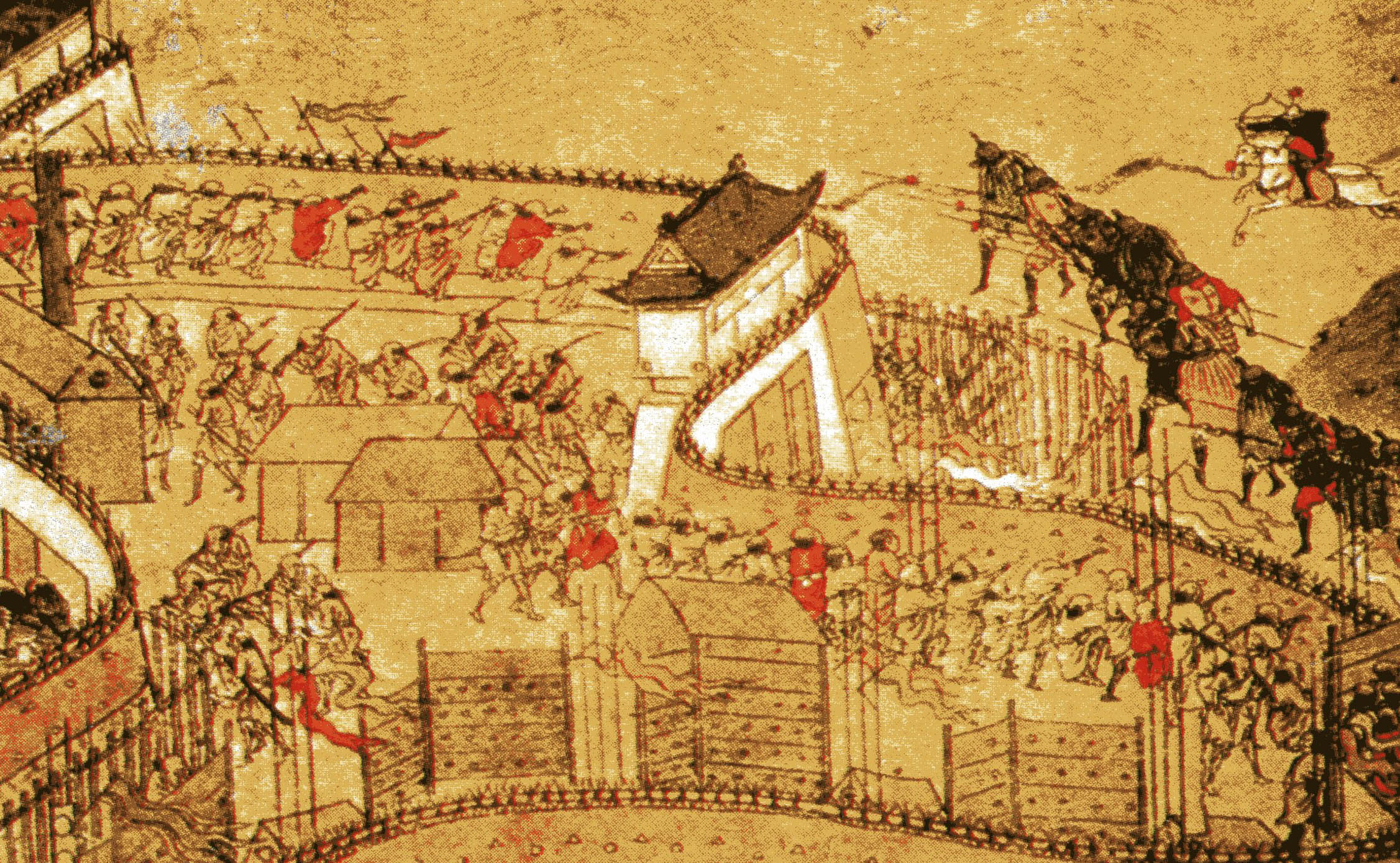
Bureau du Livre de Seiki Kogyo (征倭紀功図)
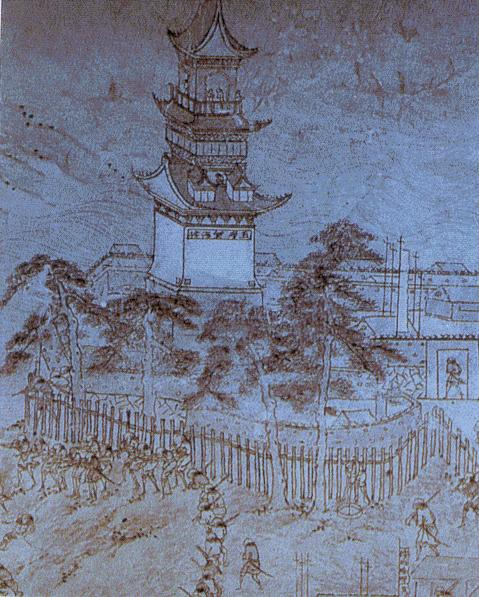
un gardien céleste du château de Junten (tiré du livre de Seiji Kogyo)

## Source de la traduction
- (en) Cet article est partiellement ou en totalité issu de l’article de Wikipédia en anglais intitulé « Suncheon Japanese Castle » (voir la liste des auteurs).